# Masako Nakata
Masako Nakata (中田 正子, Nakata Masako), née le 1er décembre 1910 et morte le 15 octobre 2002 est une avocate japonaise, pionnière de cette profession dans son pays.

## Biographie

### Famille
Masako Tanaka naît le 1er décembre 1910 et grandit dans l'arrondissement de Bunkyō, à Tokyo,. Son père Kunijiro est un major de la police militaire qui aime lire William Shakespeare en anglais, et encourage sa fille à étudier, ce qui est une attitude plutôt rare parmi les parents dans le Japon des années 1920.

### Jeunesse et éducation

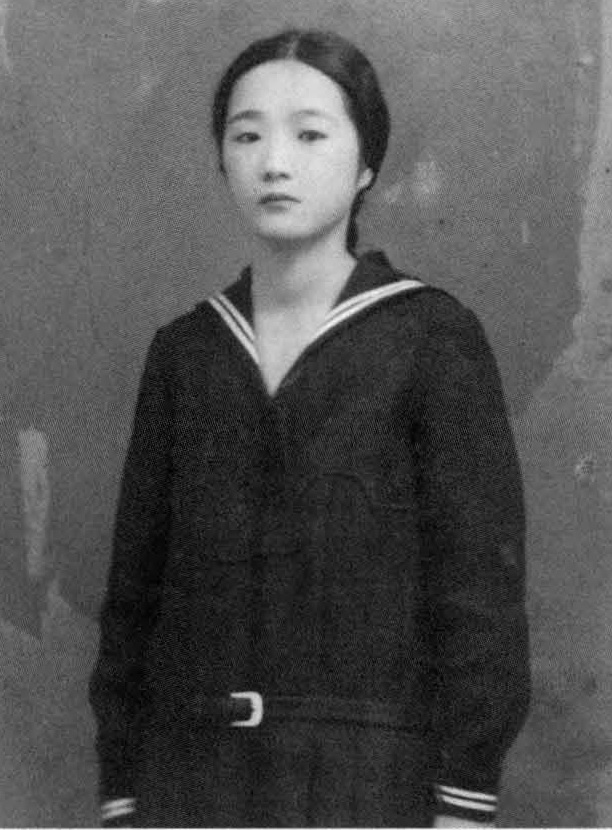
Masako Nakata, c. 1928

Tanaka termine ses études élémentaires à l'école affiliée à l'École normale supérieure pour femmes de Tokyo et est diplômée d'une école supérieure municipale pour filles. Alors qu'elle étudie à la nouvelle école de filles de Nitobe Inazō pour se spécialiser en économie,, Tanaka devient motivée pour apprendre le droit, après avoir suivi des cours proposés par Sakuzō Yoshino et Sakae Wagatsuma, une autorité dans le domaine du droit civil. En tant qu'étudiante transférée, Tanaka commence à étudier au département de droit de l'Université Nihon (1931 – 1934), avant d'être transférée à nouveau à l'Université Meiji en tant qu'étudiante de deuxième année dans la classe féminine de 1935, . Elle est ensuite acceptée au département de droit de Meiji.
À l'époque, la définition d'une personne pouvant accéder à la profession de juge au Japon est « un ressortissant japonais de sexe masculin » âgé d'au moins vingt ans. Cette disposition n’est modifiée qu’en 1933. Le Collège des femmes de l'Université Meiji est un des premiers à accepter des étudiantes pour étudier le droit en 1929, et c'est en 1936 que les femmes sont autorisées à entrer au barreau. Tanaka tente de passer l'examen du barreau en 1937 en tant qu'étudiante de Meiji et, bien qu'elle ait réussi l'examen écrit, elle échoue aux épreuves orales.
Nakata devient l'une des trois premières femmes, avec Yoshiko Mibuchi et Ai Kume, à réussir l'examen du barreau en 1938 lors de son deuxième essai,,. Toutes trois sont d'anciennes élèves de Meiji, et deviennent des avocates pleinement qualifiées après un stage de dix-huit mois en 1940,.

### Carrière professionnelle
Nakata épouse Yoshio Tanaka, un futur parlementaire en 1939. En tant qu'avocate agréée, Tanaka, à trente ans, entre un cabinet d'avocats de Tokyo et entame une chronique dans un magazine féminin pour donner des conseils juridiques aux femmes au foyer. À son alma mater, elle donne aussi des conseils aux étudiantes en droit.
Lorsque son mari retourne chez lui à Tottori pour se réhabiliter, Nakata le rejoint en 1945 pour évacuer Tokyo à la suite des raids aériens,,. En 1948, elle entre au Barreau de Tottori, ouvre un cabinet dans la ville en 1950, et poursuit une carrière d'avocate dans la préfecture de Tottori. Elle devient la première femme présidente du Barreau de Tottori en 1969, et, plus tard, directrice de la Fédération japonaise des barreaux,. Dans le cadre de son travail au tribunal de la famille de Tottori, Nakata est nommée conciliatrice en chef et, dans le domaine de l'égalité des sexes, Nakata accepte l'offre du ministère du Travail de siéger au comité de Tottori pour l'égalité des chances.
Nakata meurt à Tottori le 15 octobre 2002, à l'âge de 91 ans.

## Décorations
- 1974 : Ruban bleu[21]
- 1981 : 4e classe, Rayons d'or avec Rosette[22],[12]